# Chris Squire
Christopher Russell Edward Squire (Kingsbury, 4 de marzo de 1948-Phoenix, 27 de junio de 2015), más conocido como Chris Squire, fue un músico británico, conocido por haber sido el bajista y vocalista de coros del grupo de rock progresivo británico Yes, y fue el único miembro del grupo que apareció en todos los álbumes editados por el grupo (miembro fundador con Jon Anderson, quien aparece en todos menos en tres).

## Biografía

### Primeros años
Chris Squire nació en Kingsbury, un suburbio al noroeste de Londres, Inglaterra, y recibió sus primeras instrucciones musicales en un coro de iglesia cuando era pequeño. En 1964 fue expulsado de la escuela por tener el pelo largo y nunca más volvió a ella.
Las primeras influencias de Squire fueron diversas, abarcando desde la música coral y de la iglesia hasta el sonido de Merseybeat de principios de los 60. 

### Carrera musical

#### Syn y Mabel Greer's Toyshop
Los primeros grupos musicales de Squire fueron Syn, y posteriormente Mabel Greer's Toyshop, que le servirían para introducirlo junto con la colaboración de Peter Banks y Jon Anderson en los inicios de Yes.

#### Carrera con Yes
La carrera de Squire se concentró principalmente en Yes. Squire es, de hecho, el único miembro que se mantuvo en la formación de Yes desde su fundación en 1968. Como Squire, junto con Alan White y Trevor Rabin consiguieron el nombre de "Yes", los integrantes de ABWH (integrados por Anderson, Bruford, Wakeman y Howe) no pudieron grabar bajo ese nombre.

#### Fish out of water
En 1975, Squire editó su primer trabajo solista fue Fish Out of Water, una grabación del estilo de Relayer de Yes, donde participan Bill Bruford en batería y Patrick Moraz en teclados.
En 2012 Chris Squire & (feat. Steve Hackett) A Life Within a Day

#### XYZ
Posterior a la edición del disco Drama con Yes, Squire formó la banda XYZ, junto al baterista Alan White, proveniente de Yes y al guitarrista Jimmy Page, proveniente de Led Zeppelin. La agrupación se disolvió sin alcanzar a editar ningún material discográfico, sin embargo, parte del repertorio de la banda fue utilizado más tarde, en posteriores trabajos discográficos de Yes.

#### 90125
Squire fue el responsable de traer al guitarrista Trevor Rabin en el proyecto de banda "Cinema", quién más tarde sería integrante de Yes durante la década de los 80. El primer disco de esta nueva formación de Yes fue el álbum 90125. Más adelante le sucederían otros trabajos, tales como Big Generator en 1987 o Talk en 1994.

#### Conspiracy
Squire se reunió con el guitarrista de Yes Billy Sherwood en un proyecto paralelo llamado Conspiracy. El álbum debut de esta banda contuvo la base de varias canciones que aparecieron en álbumes recientes de Yes. La última grabación de Squire es The Unknown de Conspiracy, reeditada en 2003.

### Muerte
Chris Squire falleció el 27 de junio de 2015, a los 67 años, en la ciudad de Phoenix, Arizona, como consecuencia de una leucemia eritroide. El deceso se produjo a tan sólo un mes de la revelación de su enfermedad. La noticia fue confirmada en la página oficial en Facebook de Yes:

"Es con el más sentido pésame y una tristeza insoportable que debemos informarles del fallecimiento de nuestro querido amigo y co-fundador de Yes, Chris Squire. Chris falleció de manera apacible ayer por la noche en Phoenix, Arizona."
Yes

Además, en su cuenta de Twitter, el teclista Geoff Downes declaró:

"Totalmente devastado, más allá de las palabras, por tener que informar la triste noticia sobre la muerte de mi querido amigo, compañero de banda e inspiración, Chris Squire."
Geoff Downes

## Estilo propio
El sonido del bajo de Squire es característico por ser agresivo, dinámico y melódico. El instrumento principal de Squire es un Rickenbacker 4001, que él posee y tocado desde 1965; fue el cuarto Rickenbacker 4001 importado a Inglaterra desde los Estados Unidos. Este instrumento, por su característica y distorsión, es una parte significativa del sonido único de Squire el cual es conseguido mediante una técnica conocida como 'bi-amping'. Separando la señal estéreo de su bajo (el cual divide la señal de los micrófonos en salidas duales de alta y baja frecuencia) y después enviando la salida de baja frecuencia a un amplificador de bajo convencional y la salida de alta frecuencia a otro amplificador de guitarra. Squire genera una mezcla tonal que agrega un growling y un corte overdriven al sonido mientras que conserva la respuesta poderosa del bajo Rickenbacker. Squire fue uno de los primeros bajistas de rock en adaptar exitosamente efecto de guitarras tales como el trémolo, el phasing y el pedal wah-wah en el instrumento. Los arreglos vocales de Squire también son un signo distintivo de la música de Yes, logrando una armonización importante con el registro de contratenor de Jon Anderson.

## Curiosidades
Chris Squire es más conocido por su apodo Fish, y el nombre es asociado con muchos de sus trabajos (por ejemplo su grabación solista, y su obra solista Schindleria Praematurus (The Fish) del álbum Fragile de Yes en 1972). El apodo tiene dos motivos. El primero es porque su signo astrológico es Piscis y él era aparentemente un creyente de la astrología. El segundo es porque en los principios de la carrera de Yes, una vez accidentalmente inundó el cuarto de un hotel de Oslo, Noruega, mientras tomaba una ducha, y Bill Bruford le puso ese apodo.